# Chlidichthys smithae
Chlidichthys smithae är en fiskart som beskrevs av Lubbock, 1977. Chlidichthys smithae ingår i släktet Chlidichthys och familjen Pseudochromidae. Inga underarter finns listade i Catalogue of Life.